# 블레임 (2010년 영화)
《블레임》(Blame)은 오스트레일리아에서 제작된 마이클 헨리 감독의 2010년 드라마, 스릴러 영화이다. 소피 로우 등이 주연으로 출연하였고 마이클 오몬드 로빈슨 등이 제작에 참여하였다.

## 출연

### 주연
- 소피 로우
- 케스티 모라시

### 조연
- 데미언 드 몬테마스
- 애슐리 주커만
- 마크 레너드 윈터
- 마크 레너드 윈터

## 기타
- 배역: 닉 하몬